# Trinidad (Andréi Rubliov)
La Trinidad (en ruso: Троица, romanizado: Tróitsa, en antiguo eslavo eclesiástico: Трⷪ҇ца; también llamada La Hospitalidad de Abraham, en ruso: Гостеприимство Авраама) es un icono creado por el pintor ruso Andréi Rubliov en el siglo XV. Conocido también como el icono de la Trinidad angélica, es su obra más famosa y el más famoso de todos los iconos rusos, y se considera uno de los más altos logros del  arte ruso. Los estudiosos creen que es una de las dos únicas obras de arte, la otra es los frescos de la Catedral de la Dormición en Vladímir) que pueden atribuirse a Rubliov con algún tipo de certeza.
La Trinidad representa a los tres  ángeles que visitaron a Abraham en la encina de Mambré (18:1–8), pero el cuadro está lleno de simbolismo y se interpreta como un icono de la Santísima Trinidad. En la época de Rubliov, la Santísima Trinidad era la encarnación de la unidad espiritual, la paz, la armonía, el amor mutuo y la humildad.
El icono fue encargado en honor a San Sergio de Radonezh de la laura de la Trinidad y San Sergio, cerca de Moscú, ahora en la ciudad de Sérgiyev Posad. Poco se sabe de la historia de La Trinidad, y los historiadores del arte hacen sugerencias basadas sólo en los pocos datos conocidos. Incluso la autoría de Rublev ha sido cuestionada. Varios autores sugieren diferentes fechas, como 1408-1425, 1422-1423 o 1420-1427. La versión oficial señala 1411 o 1425-27. La Trinidad se conserva actualmente en la Galería Tretyakov en Moscú.

## Descripción
La Trinidad fue pintada sobre una tabla alineada verticalmente. Representa a tres ángeles sentados a una mesa. Sobre la mesa hay una copa que contiene la cabeza de un ternero. En el fondo, Rublev pintó una casa, supuestamente la casa de Abraham, un árbol que es el Roble de Mambre y una montaña  que significa el Monte Moriá. Las figuras de los ángeles están dispuestas de manera que las líneas de sus cuerpos forman un círculo completo. El ángel del medio y el de la izquierda bendecir la copa con un gesto de la mano. En el cuadro no hay acción ni movimiento. Las figuras miran a la eternidad en estado de contemplación inmóvil. Hay restos sellados de clavos de la riza del icono en los márgenes (cubierta metálica protectora) en los márgenes, y halos alrededor de la copa.

### Iconografía
El icono se basa en una historia del Libro del Génesis llamada La hospitalidad de Abraham y Sara o La hospitalidad de Abraham (§18). Dice que el patriarca bíblico Abraham 'estaba sentado a la puerta de su tienda en el calor del día' junto al Roble de Mambre y vio a tres hombres de pie frente a él, que en el siguiente capítulo se revelaron como ángeles. Cuando los vio, Abraham salió corriendo de la puerta de la tienda para recibirlos y se inclinó hacia la tierra'.  Abraham ordenó a un criado que preparara un ternero selecto, y puso ante ellos cuajada, leche y el ternero, y los atendió, bajo un árbol, mientras comían (18:1–8). Uno de los ángeles le dijo a Abraham que Sara pronto daría a luz a un hijo.

En el icono de Rublev, la forma que más claramente representa la idea de la consustancialidad de las tres hipóstasis de la Trinidad es un círculo. Es el fundamento de la composición. Al mismo tiempo, los ángeles no se insertan en el círculo, sino que lo crean, por lo que nuestros ojos no pueden detenerse en ninguna de las tres figuras y más bien habitan dentro de este espacio limitado. El centro impactante de la composición es la copa con la cabeza del ternero. Alude a la sacrificio de la crucifixión y sirve de recordatorio de la Eucaristía (las figuras de los ángeles de la izquierda y de la derecha forman una silueta que se asemeja a una copa). Alrededor de la copa, colocada sobre la mesa, tiene lugar el diálogo silencioso de los gestos. 

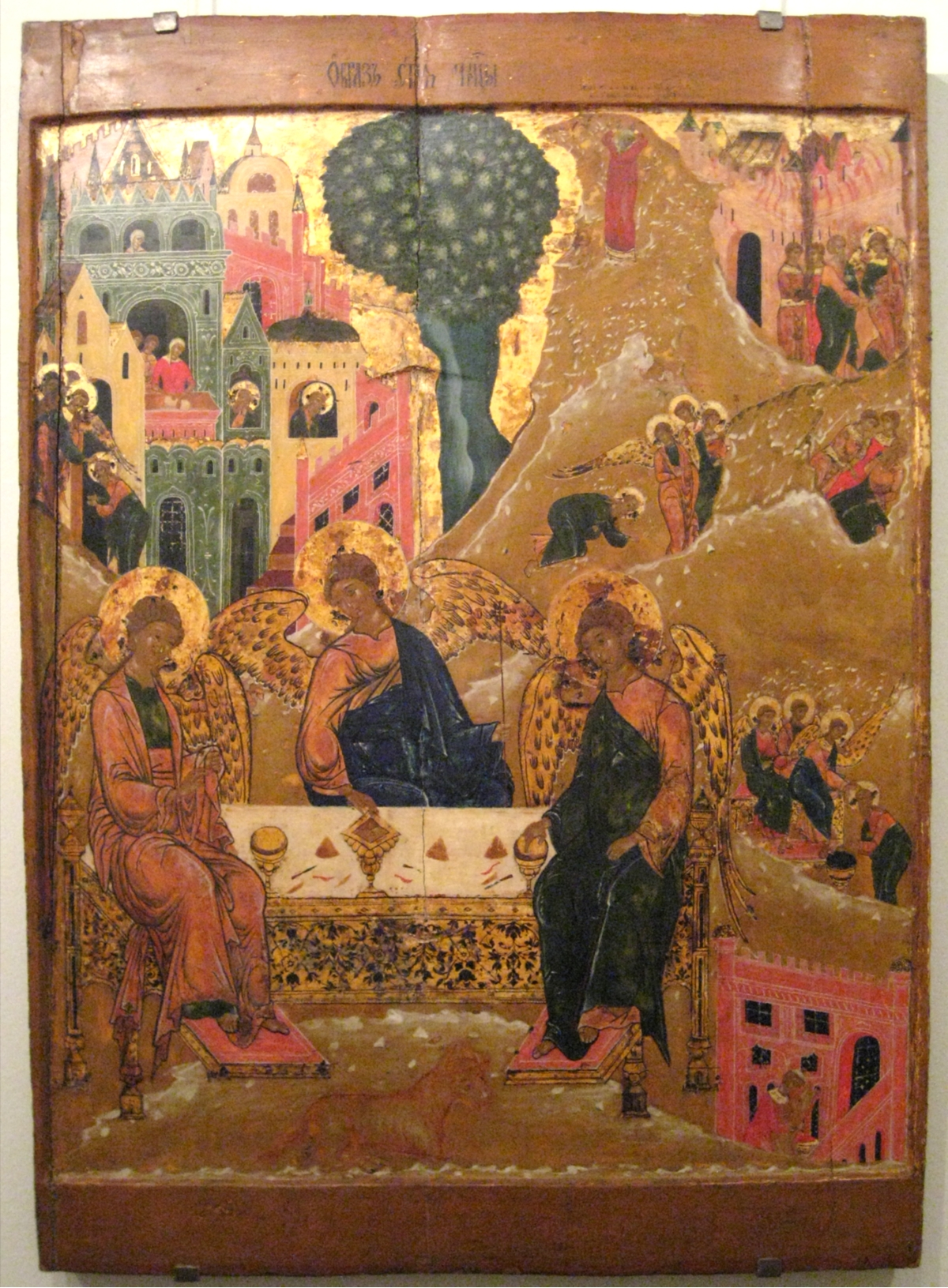
El Antiguo Testamento con los hechos, el icono del. La composición incluye una escena del encuentro de Abraham con los ángeles, lavándoles los pies, Sara cocinando masa, el sirviente matando al becerro. El ángel saca a Lot y sus hijas de Sodoma, y la esposa de Lot se convierte en una estatua de sal; luego se representa a Lot con sus hijas. No hay ninguno de estos detalles en el icono de Rublev.

El ángel de la izquierda simboliza a Dios Padre. Bendice la copa, pero su mano está pintada en la distancia, como si pasara la copa al ángel central. Viktor Lazarev sugiere que el ángel central representa a Jesucristo, que a su vez también bendice la copa y la acepta con una reverencia, como si dijera Padre mío, si es posible, que esta copa me sea quitada. Pero no como yo quiero, sino como tú quieres. (Mt  26,39) La naturaleza de cada una de las tres hipóstasis se revela a través de sus atributos simbólicos, es decir, la casa, el árbol y la montaña. El punto de partida de la administración divina es la Voluntad de Dios creativa, por lo que Rublev sitúa la casa de Abraham sobre la cabeza del ángel correspondiente. La encina de Mambré puede interpretarse como el árbol de la vida, y sirve para recordar la muerte de Jesús en la cruz y su posterior resurrección, que abrió el camino a la vida eterna. La encina se encuentra en el centro, por encima del ángel que simboliza a Jesús. Finalmente, la montaña es un símbolo de la ascensión espiritual, que la humanidad realiza con la ayuda del Espíritu Santo. La unidad de las tres hipóstasis de la Trinidad expresa la unidad y el amor entre todas las cosas: Para que todos sean uno, como tú, Padre, estás en mí, y yo en ti, para que también ellos estén en nosotros, a fin de que el mundo crea que tú me has enviado. (Juan  17,21)
Las alas de dos ángeles, el Padre y el Hijo, se entrelazan. El color azul de la túnica del Hijo simboliza la divinidad, el color marrón representa la tierra, su humanidad, y el oro habla del Reino de Dios. Las alas del Espíritu Santo no tocan las del Hijo, están imperceptiblemente divididas por la lanza del Hijo. El color azul de la túnica del Espíritu Santo simboliza la divinidad, el color verde representa la nueva vida. Las poses y las inclinaciones de las cabezas del Espíritu Santo y del Hijo demuestran su sumisión al Padre, sin embargo su colocación en los tronos al mismo nivel simboliza la igualdad.

### Los rizos

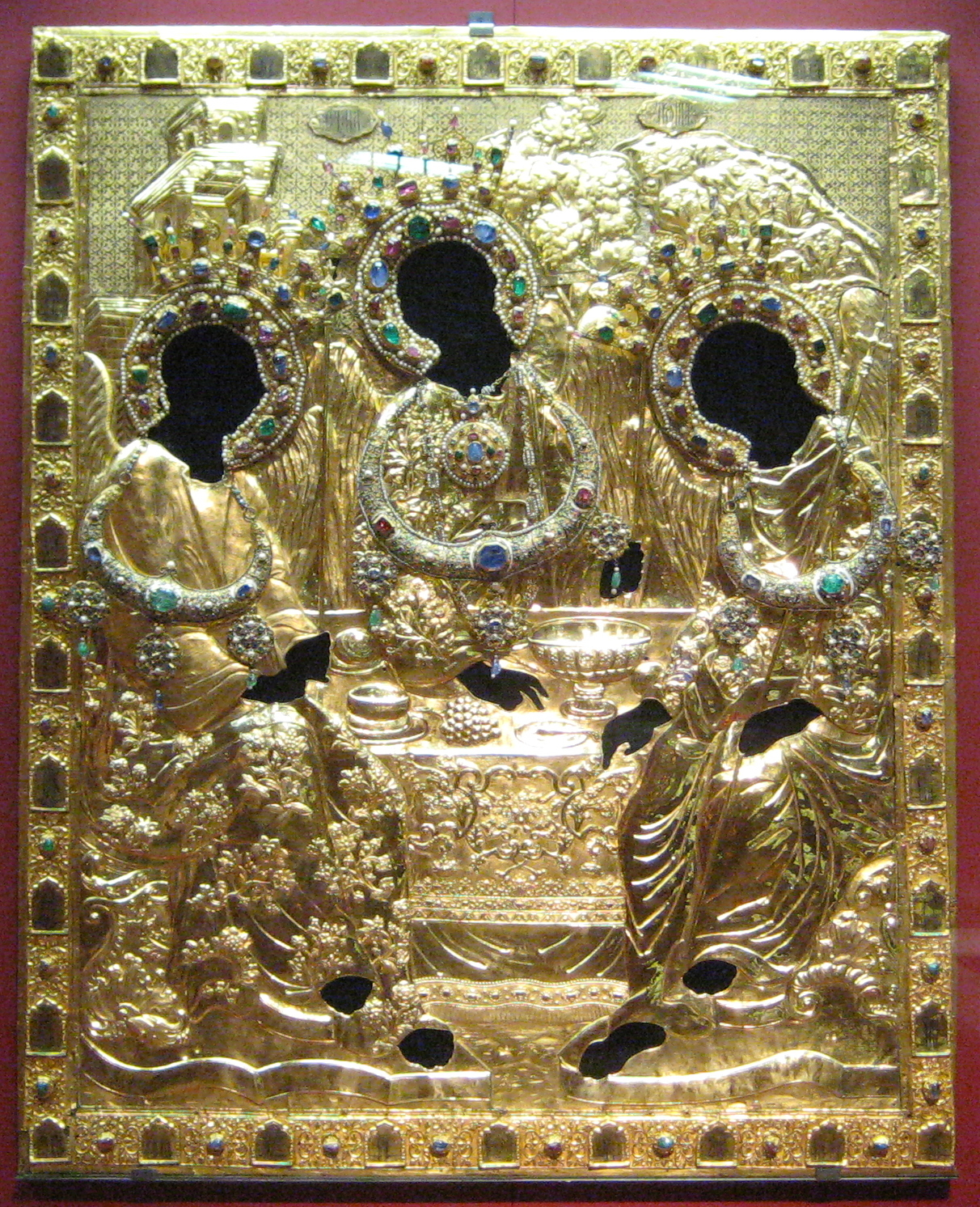
Los rizos de Borís Godunov para La Trinidad con tsatas añadido en la época de Miguel I, hecha de oro y plata con piedras preciosas y perlas. Finales del

Según los registros de la laura de la Trinidad y San Sergio de 1575, el icono fue «cubierto de oro» por orden de Iván el Terrible, es decir, una riza de oro fue encargada por él y añadida al icono. La riza dorada fue renovada en 1600 durante el zarismo de Borís Godunov. Una nueva riza copió la de Iván el Terrible, mientras que la original se trasladó a la nueva copia de La Trinidad pintada específicamente para ello. En 1626 Michael I ordenó añadir a la riza tsata dorada con esmalte y piedras preciosas. En el siglo XVIII se añadieron los atuendos de ángeles estampados en plata dorada. En 1926-28 se realizó otra copia de la riza. Ambas copias se conservan ahora en el iconostasio de la Catedral de la Trinidad de Sergiev Posad.

## Datación y procedencia
La datación de La Trinidad es incierta. No hay muchos datos históricos sobre el tema, e incluso a principios del siglo XX los historiadores no se atrevían a afirmar ningún hecho y sólo podían hacer conjeturas y suposiciones. El icono se mencionó por primera vez en 1551 en El Libro de los Cien Capítulos, la colección de leyes y reglamentos eclesiásticos hechos por el Sínodo de Stoglavy. Entre otras cosas, El Libro recogía las decisiones del Sínodo que se habían tomado sobre la iconografía de la Santísima Trinidad, en particular los detalles que se consideraban canónicamente necesarios para dichos iconos, como las cruces y los halos.

... el pintor de iconos [tiene] que pintarlos a partir de los ejemplos antiguos, como hicieron los pintores de iconos griegos, y como hicieron Ondrei [sic] Rublev y otros predecesores...(en ruso: Писати иконописцем иконы с древних переводов, како греческие иконописцы писали, и как писал Ондрей Рублев и прочие пресловущие иконописцы...)

De este texto se desprende que los participantes en el Sínodo de Stoglavy conocían un icono de la Trinidad que había sido creado por Andrei Rubliov y que, en su opinión, se correspondía con todos los cánones eclesiásticos y podía tomarse como ejemplo modelo.
La siguiente fuente conocida que menciona «La Trinidad» es «La leyenda de los santos pintores de iconos» (en ruso: Cuento de los santos pintores de iconos compilada a finales del siglo XVII-principios del XVIII. Contiene una gran cantidad de historias semilegendarias, entre ellas la mención de que Nikon de Rádonezh, alumno de Sergio de Rádonezh, pidió a Andréi Rubliov «que pintara la imagen de la Santísima Trinidad para honrar al padre Sergio». Desgraciadamente, esta fuente tardía es considerada por la mayoría de los historiadores como poco fiable. Sin embargo, debido a la falta de otros datos, esta versión de la elaboración de La Trinidad es generalmente aceptada. La cuestión de cuándo ocurrió la conversación con Nikon sigue abierta.
La Iglesia de la Trinidad original de madera, situada en el territorio de la Lavra de la Trinidad, se quemó en 1411, y Nikon de Rádonezh decidió construir una nueva iglesia. En 1425 se erigió la Catedral de la Trinidad de piedra, que aún se mantiene en pie. Se cree que Nikon, que se convirtió en el prior tras la muerte de Sergio de Rádonezh, intuyó su próxima muerte e invitó a Andrei Rublev y a Daniel Chorny a terminar la decoración de la recién construida catedral. Los pintores de iconos debían realizar los frescos y crear el iconostasio de varios niveles. Pero ni la Vida de San Sergio, el relato hagiográfico de su vida, ni la Vida de San Nikon mencionan el icono de La Trinidad, sólo está descrita la decoración de la Catedral en 1425-1427.

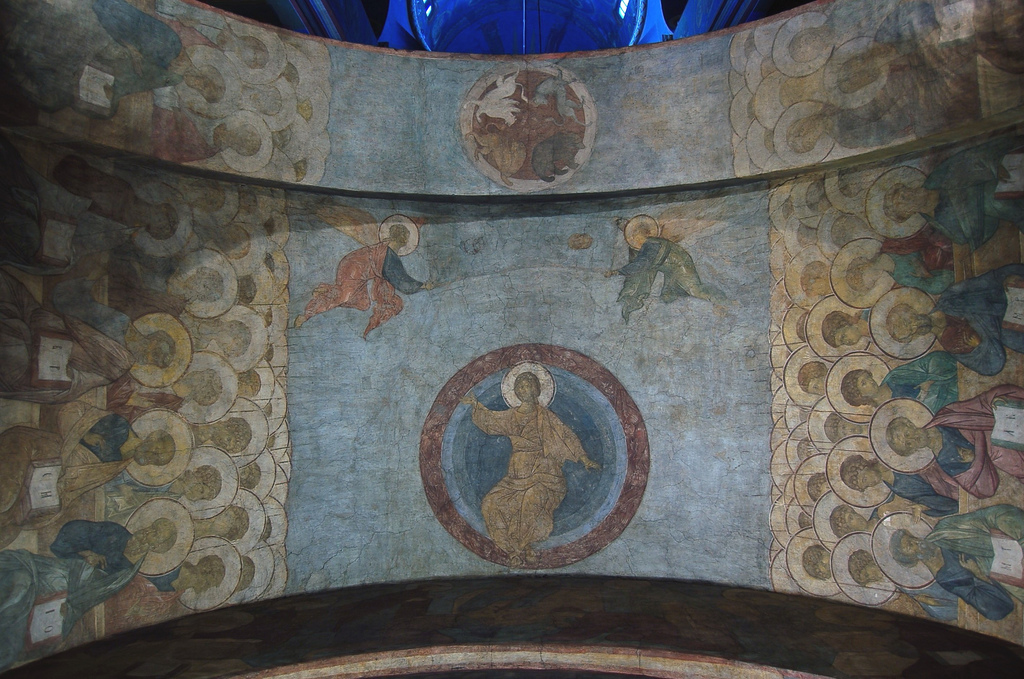
The only remaining fresco painted by Andrei Rublev inside the Dormition Cathedral.

Esta datación se basa en las fechas de construcción de ambas iglesias. Sin embargo, los críticos de arte, teniendo en cuenta el estilo del icono, no consideran resuelta la cuestión. Igor Grabar fechó La Trinidad en 1408-1425, Yulia Lebedeva sugirió 1422-1423, Valentina Antonova sugirió 1420-1427. Se desconoce si La Trinidad fue creada durante el apogeo de la creatividad de Rublev en 1408-1420 o a finales de su vida. El análisis del estilo muestra que podría haber sido creado alrededor de 1408, porque es estilísticamente similar a sus frescos en la Catedral de la Dormición, creados aproximadamente en la misma época. Por otro lado, La Trinidad demuestra una firmeza y perfección que no tiene parangón ni siquiera con los mejores iconos de la Catedral de la Trinidad pintados entre 1425 y 1427.
El historiador soviético Vladimir Plugin tenía la teoría de que el icono no tenía nada que ver con Nikon de Radonezh, sino que fue traído a la Lavra de la Trinidad por Iván el Terrible. Teorizó que todos los estudiosos anteriores, después del famoso historiador Alexander Gorsky, se equivocaron al suponer que Iván el Terrible sólo «cubrió de oro» el icono que ya se había guardado en la Lavra de la Trinidad. Plugin dijo que el icono fue llevado a la Lavra por el propio Iván, y que La Trinidad había sido creada mucho antes, probablemente 150 años antes de esa fecha. Sin embargo, en 1998 Boris Kloss señaló que la llamada Historia de Troitsk del Sitio de Kazán, escrita antes de junio de 1553, contiene una clara referencia a que Iván el Terrible sólo "decoró" el icono existente para la Lavra.

## Autoría
Rublev fue llamado por primera vez autor de un icono de la Trinidad en la mitad del texto del siglo XVI El libro de los cien capítulos. Los estudiosos pueden estar seguros de que, a mediados del siglo XVI, Rublev era considerado el autor de un icono con ese nombre. El etnógrafo ruso Ivan Snegiryov sugirió que La Trinidad conservada en la Lavra de la Trinidad de San Sergio era en realidad el icono de Rublev, que entonces era uno de los pocos pintores de iconos rusos conocidos por su nombre. La idea ganó popularidad entre los eruditos y, en 1905, era predominante. La Trinidad sigue siendo generalmente aceptada como su obra.
Sin embargo, tras la limpieza del icono los críticos de arte quedaron tan asombrados por su belleza que surgieron algunas teorías sobre su creación por un pintor italiano. El primero en hacer la sugerencia fue Dmitry Rovinsky incluso antes de la limpieza, pero su idea «se extinguió inmediatamente por la nota del metropolitano Filaret; y de nuevo, basándose en la leyenda, el icono fue atribuido a Rubliov. Siguió sirviendo a los que estudiaban el estilo de este pintor como una de sus principales obras de arte». Dmitry Aynalov, Nikolai Sychyov y luego Nikolay Punin compararon La Trinidad con las obras de Giotto y Duccio. Viktor Lazarev lo comparó con las obras de Piero della Francesca. Sin embargo, lo más probable es que pretendieran señalar la alta calidad del cuadro, ya que ninguno de ellos afirmó que hubiera sido creado bajo la influencia de los italianos. Viktor Lazarev lo resume así «A la luz de los análisis recientes, podemos afirmar sin lugar a dudas que Rublev no estaba familiarizado con las obras de arte italianas y, por tanto, no podía tomar nada prestado de ellas. Su fuente principal fue el arte bizantino de la época de los Palaiologos, en particular las pinturas creadas en su capital, Constantinopla. La elegancia de sus ángeles, el motivo de las cabezas inclinadas, la forma rectangular de la comida se derivaron exactamente de allí».

## Historia

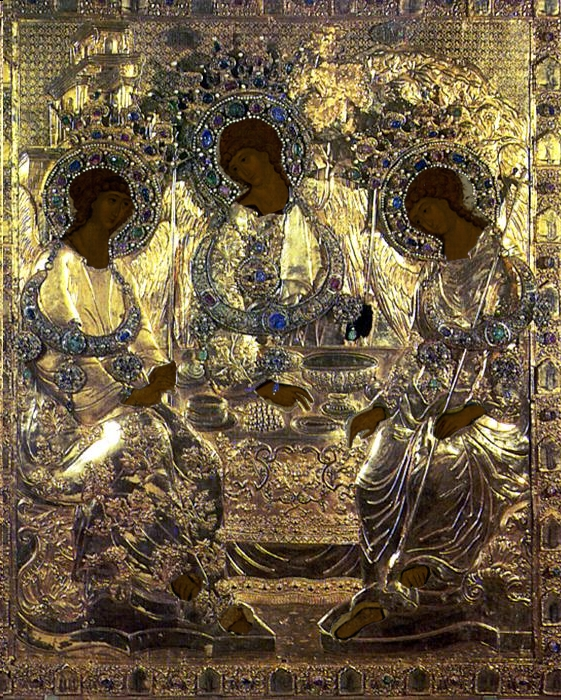
The Trinity as it could have been seen before 1904 (a photomontage). The painting is covered by the riza and coated with a layer of drying oil.

Según los archivos de la Laura de la Trinidad y San Sergio, el icono se conservaba en la Catedral de la Trinidad desde 1575. Ocupaba el lugar principal (a la derecha de las 'puertas reales') en el nivel inferior del iconostasio. Era uno de los iconos más venerados del monasterio, atrayendo generosas donaciones de los reinantes monárquicos (primero Iván el Terrible, luego Boris Godunov y su familia), pero el principal objeto de veneración en el monasterio eran las reliquias de Sergio de Rádonezh. Hasta finales de 1904, La Trinidad estaba oculta a los ojos bajo la pesada riza dorada, que dejaba al descubierto sólo los rostros y las manos de los ángeles (la llamada «imagen del rostro»).
A finales del siglo XIX y principios del XX, la iconografía rusa fue «descubierta» por los historiadores del arte como una forma de arte. Los iconos se sacaron de las rizas que los cubrían casi por completo, excepto las caras y las manos, y se limpiaron. La limpieza era necesaria porque los iconos estaban tradicionalmente recubiertos de una capa de aceite secante. En condiciones normales, el aceite secante se oscurecía por completo en 30-90 años. Se podía pintar un nuevo icono sobre la capa oscurecida. Por lo general, tenía el mismo tema, pero se cambiaba el estilo de acuerdo con los nuevos principios estéticos de la época. En algunos casos, el nuevo pintor mantenía las proporciones y la composición del original, pero en otros casos, el pintor copiaba el tema pero hacía ajustes en las proporciones de las figuras y las poses y cambiaba otros detalles. Se llamó "renovación de iconos" (en ruso: поновление икон). La Trinidad fue objeto de «renovación» cuatro o cinco veces. La primera renovación ocurrió probablemente durante el zarismo de Borís Godunov. La siguiente probablemente se terminó hacia 1635, con la renovación de todas las pinturas monumentales y el iconostasio de la Lavra de la Trinidad. Los historiadores del arte atribuyen a ese periodo la mayor parte de los daños de la capa de pintura. Los daños causados por la piedra pómez son especialmente visibles en los ropajes de los ángeles y en el fondo. La Trinidad fue renovada de nuevo en 1777 en tiempos del Metropolitano Platon, cuando se rehízo todo el iconostasio. Vasili Guryanov afirmó que fue renovado dos veces más en 1835 y 1854: por los pintores de la escuela Palej y por el artista I. M. Malyshev, respectivamente.

### La limpieza de 1904
A principios del siglo XX se limpiaron uno a uno muchos iconos, y muchos de ellos resultaron ser obras maestras. Con el tiempo, los estudiosos se interesaron por La Trinidad de la Lavra de la Trinidad. En comparación con otros iconos como la Virgen de Vladímir o Nuestra Señora de Kazán La Trinidad no era particularmente venerada, porque no tenía nada de especial, no era un icono que hace milagros, ni un icono que hace mirra, y no se convirtió en fuente de un gran número de copias. Sin embargo, gozaba de cierta reputación debido a que se creía que era el mismo icono de El libro de los cien capítulos. Como el nombre de Andrei Rubliov también aparecía en El Libro, se le tenía en gran estima entre los creyentes cristianos. Se le atribuyeron muchos iconos y frescos, por ejemplo, los frescos de la Iglesia de la Dormición de Gorodok. La limpieza de La Trinidad podría, en teoría, revelar un ejemplo perfecto de su estilo y ayudar al examen de los demás iconos que se le atribuyeron sobre la base de leyendas o de la creencia común.
Invitado por el prior de la Lavra de la Trinidad en la primavera de 1904, Vasili Guryanov sacó el icono del iconostasio, le quitó la riza y luego lo limpió de las «renovaciones» y del aceite secante. Ilya Ostroukhov lo recomendó para el trabajo. Le ayudaron V. A. Tyulin y A. I. Izraztsov. Después de retirar la riza, Gurianov no descubrió el cuadro de Rublev, pero sí los resultados de todas las «renovaciones». El arte de Rublev estaba debajo de ellas. Escribió: «Cuando se retiró la riza dorada de este icono, vimos un icono perfectamente pintado. El fondo y los márgenes estaban coloreados de marrón, las inscripciones doradas eran nuevas. Todas las ropas de los ángeles estaban repintadas en un tono lila y encaladas no con pintura, sino con oro; la mesa, la montaña y la casa estaban repintadas... Sólo quedaban caras en las que se podía evaluar que este icono era antiguo, pero incluso ellas estaban sombreadas por la pintura al óleo marrón». Como quedó claro durante otra restauración en 1919, Gurianov no llegó a la capa original en algunos lugares. Después de que Gurianov retirara tres capas superiores, la última de las cuales estaba pintada en el estilo de la escuela Palekh, reveló la capa original. Tanto el restaurador como los testigos de la ocasión se quedaron atónitos. En lugar de los tonos oscuros y ahumados del óleo que se estaba secando y de los ropajes de tonos marrones que eran típicos de la iconografía de la época, vieron colores brillantes y ropajes transparentes que recordaban a los frescos e iconos italianos del siglo XIV. Luego volvió a pintar el icono según su propia opinión sobre el aspecto que debía tener. Después, «La Trinidad» fue devuelta al iconostasio.
El esfuerzo de Guryanov fue criticado incluso por sus contemporáneos. En 1915, Nikolai Sychyov señaló que su restauración en realidad ocultaba la obra de arte. Más tarde tuvo que ser liquidada. Y. Malkov resumió:

Sólo la exposición del cuadro en 1918 puede llamarse "una restauración" en el sentido científico moderno de esta palabra (e incluso eso no puede decirse sin algunas reservas); todos los trabajos anteriores sobre La Trinidad fueron, de hecho, sólo "renovaciones", incluida la "restauración" que tuvo lugar en 1904-1905 bajo la dirección de V. P. Guryanov... Sin duda, los restauradores trataron conscientemente de reforzar toda la estructura gráfica y lineal del icono, con un aumento aproximado de los contornos de las figuras, de las ropas, de los halos. Hubo incluso una evidente intromisión en el inner sanctum, la zona de la "imagen del rostro", donde los restos insuficientemente limpiados de los trazos del autor... (que ya fueron reproducidos de forma bastante esquemática por las últimas renovaciones de los siglos XVI-XIX) fueron literalmente desordenados y absorbidos por el rígido grafismo de V. P. Guryanov y sus ayudantes.

| Icono con la riza                                                              | Mitad siglo XIX— 1904 | 1904                                                      | 1905—19                                                                                                  | Estado actual |
| ------------------------------------------------------------------------------ | --- | --------------------------------------------------------- | --- | --- |
|                                                                                | |                                                           | | |
| El icono en la riza de Boris Godunov. La foto de 1904 de Gurianov y su equipo. | El icono en 1904, la riza se acaba de quitar. La pintura original está oculta bajo una capa de la "renovación" del siglo XIX. El intento de eliminación de la renovación puede verse en la esquina superior derecha (la cabeza y el hombro del ángel de la derecha). La foto de 1904 de Gurianov y su equipo. | La foto de 1904 hecha después de la limpieza de Guryanov. | La foto de 1905 realizada tras el repintado de Guryanov, criticada por los críticos de arte de la época. | La restauración de 1919 reveló el arte de Rublev. Se conservaron numerosas huellas de la obra de Guryanov y de los siglos anteriores. La superficie del icono actual es una combinación de capas creadas durante varios periodos de tiempo. |

### La limpieza de 1918

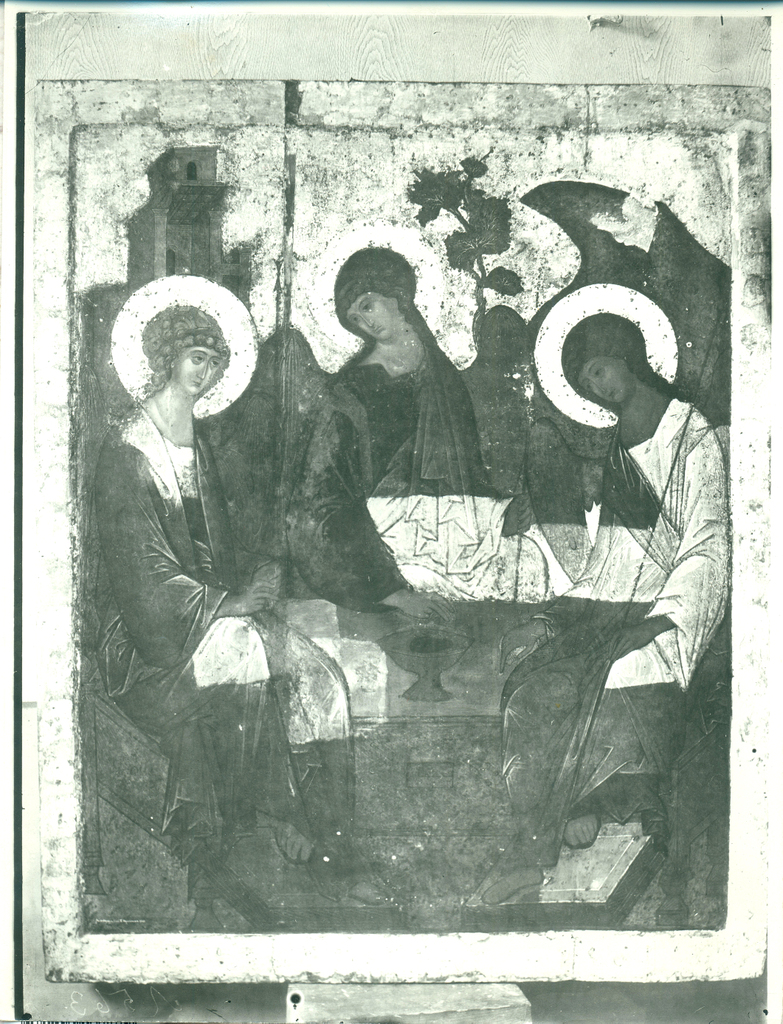
La mancha de luz en la túnica del ángel de la derecha es el lienzo que surgió durante la limpieza debajo de la nueva capa de pintura de Vasily Guryanov. Foto de 1918-19.

En cuanto el icono volvió al iconostasio de la catedral de la Trinidad, se oscureció de nuevo muy rápidamente. Fue necesario abrirlo de nuevo. El Comité de Limpieza de Pinturas Antiguas de Rusia se encargó de la restauración en 1918. Yury Olsufyev fue el líder del equipo que también incluía a Igor Grabar, Alexander Anisimov, Alexis Gritchenko, y el Comité de Protección de Obras de Arte bajo la Lavra de la Trinidad de San Sergio, que incluía al propio Yury Olsufyev, Pavel Florensky, Pavel Kapterev. Los trabajos de restauración comenzaron el 28 de noviembre de 1918 y duraron hasta el 2 de enero de 1919. Fueron realizados por I. Suslov, V. Tyulin y G. Chirikov. Todas las etapas de la limpieza se registraron detalladamente en el Diario. A partir de estos registros y de las observaciones personales de Yury Olsufyev, en 1925 se creó el resumen de los trabajos llamado Protocolo n.º 1. Estos documentos se conservan en los archivos de la Galería Tretiakov. Algunos detalles y líneas fueron restaurados, otros se encontraron dañados más allá de la restauración.
Los problemas con la custodia de La Trinidad comenzaron en 1918-19 inmediatamente después de su limpieza. Dos veces al año, en primavera y en otoño, la humedad en la Catedral de la Trinidad aumentaba y el icono era trasladado al llamado Primer Depósito de Iconos. Los continuos cambios de temperatura y humedad afectaron a su estado.

### En la Galería Tretyakov
Antes de la Revolución de Octubre La Trinidad permaneció en la Catedral de la Trinidad, pero después el gobierno soviético la envió al recién fundado Taller Nacional de Restauración Central. El 20 de abril de 1920, el Consejo de Comisarios del Pueblo emitió un decreto titulado Sobre la conversión de los valores históricos y artísticos de la Lavra de la Trinidad de San Sergio en un museo. Sergio en un museo (en ruso: Об обращении в музей историко-художественных ценностей Троице-Сергиевой лавры). Entregó el propio Lavra y todas sus colecciones a la jurisdicción del Comisariado Nacional de Educación «con el fin de democratizar los edificios artísticos e históricos mediante la transformación de dichos edificios y colecciones en museos». La "Trinidad" acabó en el parque nacional y Museo de Historia y Artes de Zagorsk. En 1929 el icono llegó a la Galería Tretyakov de Moscú, mientras que la copia realizada por Nikolai Baranov sustituyó al original en el iconostasio.

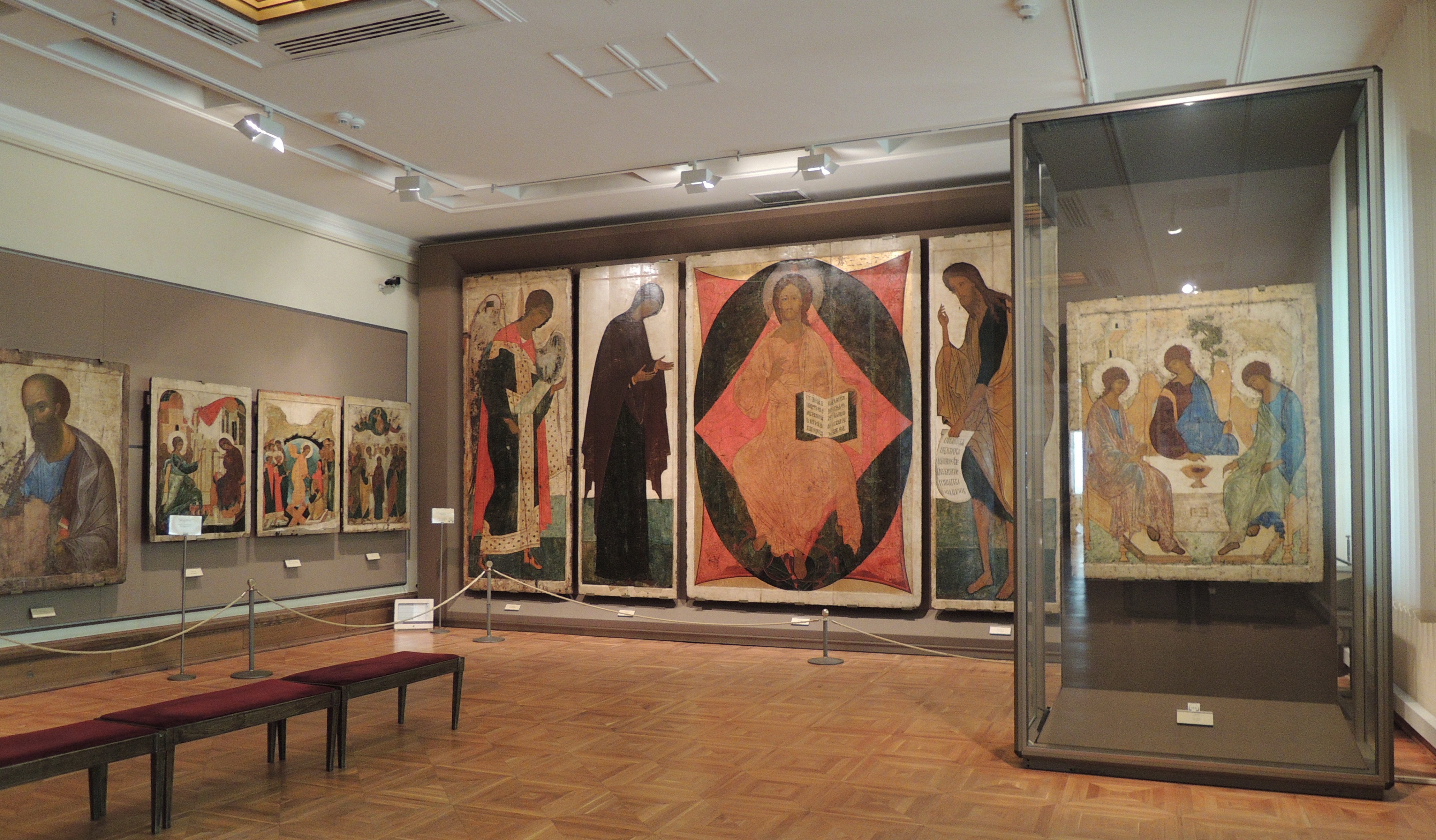
Sala de Andrei Rublev en la Galería Tretyakov.

El icono se conserva en la sala de Andrei Rubliov de la Galería Tretiakov. Sólo ha salido de la Galería en dos ocasiones. La primera fue en 1941, durante la Evacuación de la Segunda Guerra Mundial. Fue trasladada temporalmente al Teatro Académico Estatal de Ópera y Ballet de Novosibirsk en Novosibirsk. El 17 de mayo de 1945 La Trinidad fue devuelta a la Galería Tretiakov. En mayo de 2007 La Trinidad fue sacada para la exposición Europa-Rusia-Europa, pero una pieza del tablero se dislocó y tuvo que ser arreglada y reforzada. Desde 1997, el icono se traslada cada Pentecostés de la sala de Andrei Rublev a la iglesia de la Galería Tretiakov. Se coloca bajo una vitrina especial con condiciones perfectas de temperatura y humedad. El primer presidente de la Federación Rusa Boris Yeltsin tuvo la idea de devolver el icono a la Iglesia. Sin embargo, Valentin Yanin, con la ayuda de Yuri Melentyev, el ministro de Cultura de la época, consiguió reunirse con el presidente y le hizo cambiar de opinión. El asunto concluyó con un decreto publicado en la Rossiyskaya Gazeta, La Trinidad fue declarada propiedad de la Galería Tretiakov para siempre.
En 2008, Levon Nersesyan, uno de los miembros del personal de la Galería, reveló que el Patriarca Alejo II había solicitado que el icono fuera llevado a la Lavra para la fiesta religiosa del verano de 2009. La mayoría de los estudiosos coincidían en que el clima del interior de la catedral es totalmente inadecuado para la conservación del icono, que las velas, el incienso y el transporte podrían destruirlo. La única persona que apoyó el traslado fue el director de la Galería. Todo el resto del personal, los críticos de arte y los historiadores del arte estaban en contra. El director fue acusado de cometer una fechoría. Valentin Yanin dijo: «La Trinidad es una obra de arte excepcional, un patrimonio nacional, que debería estar a disposición de las personas de todas las creencias, independientemente de su religión. Se supone que las obras de arte más destacadas no deben conservarse en las iglesias para que las vea un estrecho círculo de feligreses, sino en museos públicos» El icono finalmente se quedó en el museo.

## Conservación

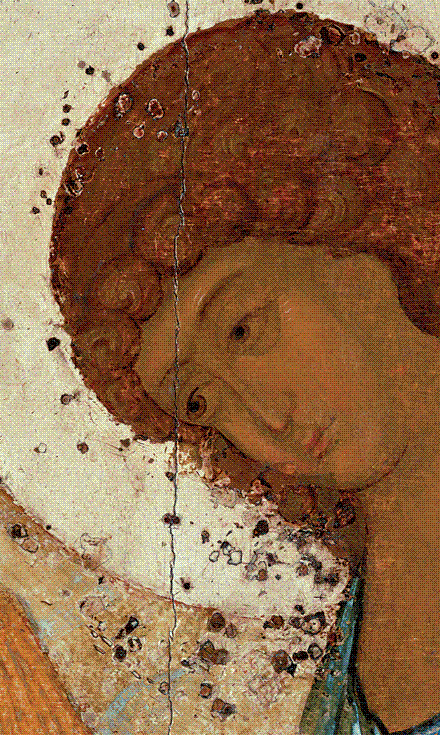
The crack passes through the face of the right angel, paint has ripped off in some places, and there are traces of nails that formerly affixed the riza to the icon.

El estado actual de La Trinidad difiere de su estado original. Se hicieron cambios en ella al menos desde 1600, y muy probablemente incluso antes. El estado más parecido al original que consiguieron los restauradores fue tras la restauración de 1918. Dicha restauración dejó al descubierto la mayor parte de la obra original de Rubliov, pero se conservaron numerosas huellas del trabajo de Gurianov y de otros siglos. La superficie actual es una combinación de capas creadas durante varios periodos de tiempo. El icono está reforzado por shponkas, es decir, pequeñas espigas que se utilizan específicamente para los iconos.
Actualmente, La Trinidad se conserva en una vitrina especial del museo en condiciones de humedad y temperatura constantes.
La Galería Tretiakov informó del estado actual como «estable». Hay lagunas persistentes entre las capas de fondo y de pintura, especialmente en los márgenes. El problema principal es una grieta vertical que atraviesa la superficie en la parte delantera, que fue causada por una ruptura entre la primera y la segunda tabla de fondo en un momento desconocido. Gurianov registró la grieta durante su limpieza: una fotografía de 1905 muestra la grieta ya presente.
La grieta se hizo notar en 1931 y se arregló parcialmente en la primavera de 1931. En ese momento, la grieta alcanzaba 2 milímetros en la parte superior del icono y 1 mm en la cara del ángel derecho. Yury Olsufyev intentó repararlo trasladando el icono a una sala especial con una humedad alta inducida artificialmente de alrededor del 70%. La brecha entre las tablas se cerró casi por completo en 1-5 meses. En el verano de 1931, el progreso de la reducción de la brecha mediante la exposición a la humedad cesó. Se decidió entonces reforzar la capa de gesso y la capa de pintura con masilla, y rellenar el hueco con ella.
Los restauradores no podían estar seguros de cómo podrían haber reaccionado las diferentes capas de pintura de distintas épocas a los más mínimos cambios ambientales. El más mínimo cambio climático puede seguir causando daños imprevisibles. El comité de restauradores de la Galería Tretiakov deliberó largamente sobre varias sugerencias de cómo reforzar aún más el icono, y el 10 de noviembre de 2008 el comité concluyó que el estado actual y estable del icono no debe ser interferido en ninguna circunstancia.

## Copias
Existen dos copias consagradas de La Trinidad. Según la tradición de la iglesia ortodoxa, la copia consagrada de un icono y el original (también llamado protograph) son completamente intercambiables.
- La copia de Godunov, encargada por Boris Godunov en 1598-1600 con el fin de trasladar a ella la riza de Iván el Terrible. Se conservó en la Catedral de la Trinidad de la Lavra de la Trinidad de San Sergio.
- La copia de Baranov y Chirikov, encargada en 1926-28 para la Exposición Internacional de Restauración de Iconos de 1929.[1] Sustituyó al icono original tras su traslado a la Galería Tretiakov de Moscú.

Ambos iconos se conservan ahora en el iconostasio de la Catedral de la Trinidad de Sérguiyev Posad.